# Comarca de Bergantiños
La comarca de Bergantiños es una comarca situada en el noroeste de España, en la provincia de La Coruña (Galicia). Limita, al norte, con el Océano Atlántico; al este, con la comarca de La Coruña; al sur, con las comarcas de Órdenes y Jallas; y al oeste, con la comarca de Tierra de Soneira.

## Lugares de interés
Dentro de su patrimonio histórico destacan el Dolmen de Dombate, la Pedra da Arca, el Castro de Borneiro, la Torre de la Penela y las Torres de Mens. Entre sus espacios naturales destacan el arenal de Baldaio, la ensenada del río Anllóns, y playas como las de Lage, Traba, Razo y Balares, así como los puertos de Malpica, Corme y Lage. De su patrimonio natural son asimismo destacables las islas Sisargas y el cabo de Santo Adrián.

## Municipios
Está formada por los siguientes municipios:
- Cabana de Bergantiños
- Carballo
- Coristanco
- Lage
- Laracha
- Malpica de Bergantiños
- Puenteceso